# Dentadura de George Washington

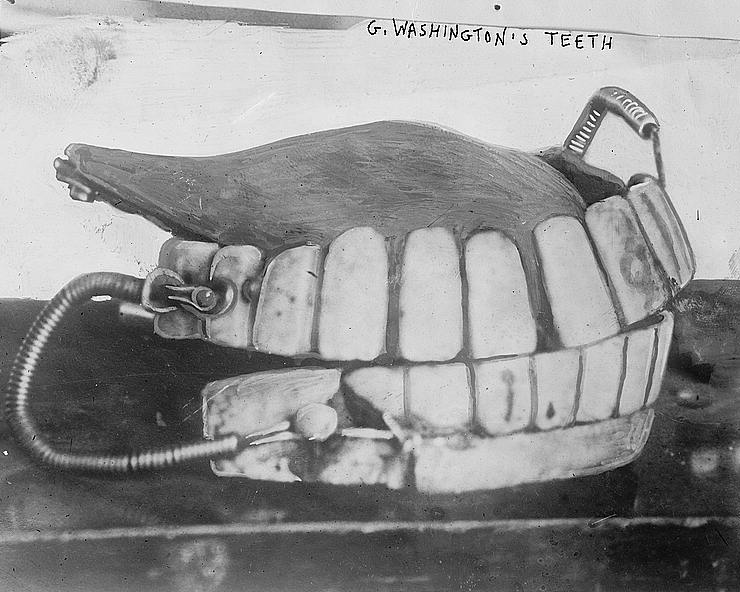
La dentadura de Washington en 1910

Al presidente estadounidense George Washington se le empezaron a caer los dientes antes de cumplir los treinta años, y finalmente los perdió todos. Durante su vida, le hicieron al menos cuatro juegos de dentaduras postizas para reemplazarlos.

## Dientes naturales
En 1756, cuando Washington tenía 24 años, un dentista sacó su primer diente. Según su diario, pagó 5 chelines a un «Doctor Watson» por extraerlo. Su diario también mencionaba problemas como dolor de muelas y dientes perdidos. John Adams dijo que Washington atribuyó la pérdida de sus dientes al uso de ellos para romper nueces, pero los historiadores modernos han sugerido que el cloruro de mercurio(I) (calomelano), que se le dio a Washington para tratar la viruela, probablemente contribuyó a la pérdida.
El 30 de abril de 1789, el día de su primera toma de posesión presidencial, aunque en su mayoría tenía dentaduras postizas, solo le quedaba un diente natural, un premolar. Durante ese mismo año, comenzó a usar dentaduras postizas completas.
El último diente de Washington fue entregado como regalo y recuerdo a su dentista John Greenwood.

## Dentadura

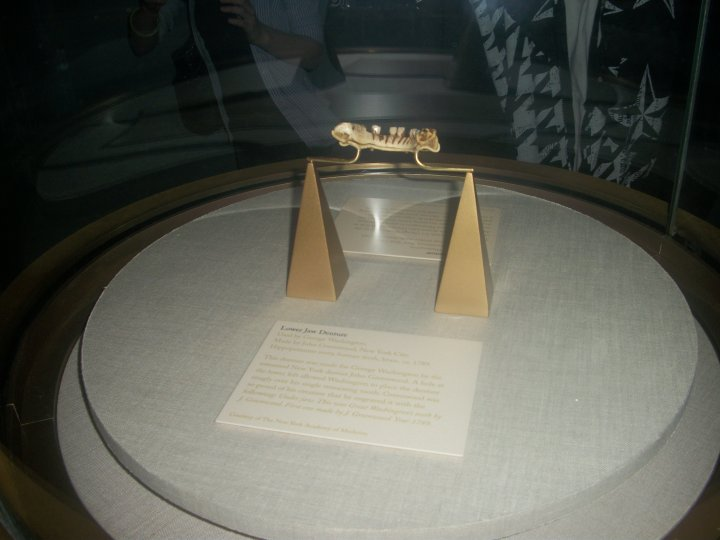
Los dientes de Washington en exhibición en Mount Vernon en 2010

Durante su vida, Washington tuvo cuatro juegos de dentaduras postizas. Comenzó a usar dentaduras postizas parciales en 1781. A pesar de que muchas personas creían que estaban hechas de madera, no eran de este material, y pueden haber sido hechas con dientes extraídos de esclavos, así como con otros materiales como marfil de hipopótamo, latón y oro. Las dentaduras postizas tenían sujetadores de metal, resortes para forzarlas a abrirse, así como pernos para mantenerlas juntas.
Los registros de Mount Vernon muestran que Washington compró dientes a esclavos. Los pobres del mundo occidental habían estado vendiendo dientes como un medio para ganar dinero desde la Edad Media, y estos dientes se venderían como dentaduras postizas o implantes a quienes tuvieran recursos económicos. Durante la revolución, el dentista francés Jean Pierre Le Moyer prestó servicios de trasplante de dientes. En mayo de 1784, Washington pagó a varios esclavos no identificados 122 chelines por un total de nueve dientes para que le fueran implantados por un médico francés, que se convirtió en un invitado frecuente en la plantación durante los próximos años. Si bien no se ha confirmado que estos dientes comprados fueran para el mismo Washington, el pago que hizo por ellos sugiere que de hecho eran para su uso, al igual que un comentario de una carta a su secretario de guerra Richard Varick: «Confieso que me he quedado atónito en mi creencia en la eficacia del trasplante», escribió. Washington usó dientes de esclavos para mejorar su apariencia, un tema de frecuente incomodidad para él.

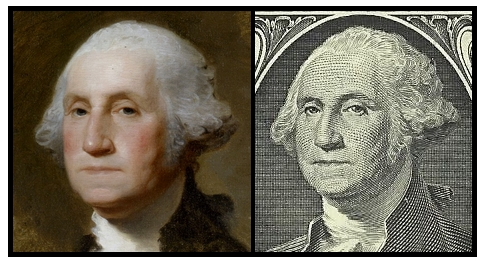
El rostro de Washington en el Athenaeum Portrait y en el billete de un dólar

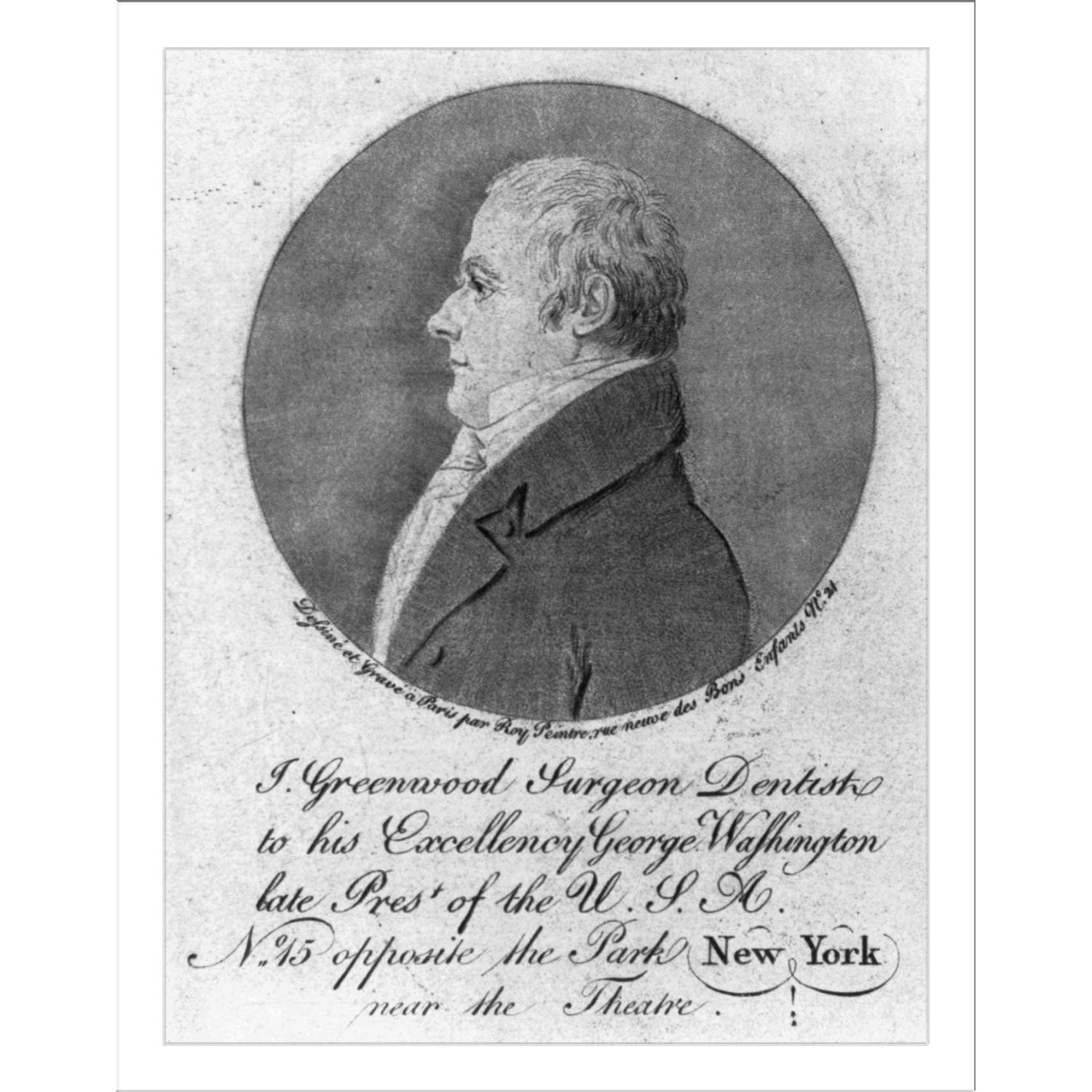
John Greenwood, uno de los dentistas de Washington

Hizo el juramento de su cargo mientras usaba un juego especial de dentaduras postizas hechas de marfil, latón y oro construidas para él por el dentista John Greenwood.
Según sus diarios, la dentadura postiza de Washington le desfiguraba la boca y a menudo le causaba dolor, por lo que tomaba láudano. Washington escribió una vez que sus labios se «abultaban» de una manera antinatural. Esta distorsión se nota en su imagen en el billete de un dólar, una imagen tomada del Athenaeum Portrait, una pintura inacabada de 1796 de Gilbert Stuart. Una vez le escribió a su dentista, Greenwood, para evitar modificar la dentadura postiza «que, en menor grado, forzará los labios hacia afuera más que ahora, que ya los tengo demasiado.» Aparte de la desfiguración causada por la dentadura postiza, la angustia también puede ser evidente en muchos de los retratos pintados mientras aún estaba en el cargo. Dedicaba un esfuerzo constante al mantenimiento de sus dentaduras postizas y, a menudo, las enviaba a Greenwood para su mantenimiento.
La creencia errónea de que las dentaduras postizas de Washington eran de madera fue ampliamente aceptada por los historiadores del siglo XIX y apareció como un hecho en los libros de texto escolares hasta bien entrado el siglo XX. El posible origen de este mito es que los dientes de marfil se mancharon rápidamente y pueden haber tenido la apariencia de madera para los observadores. Una carta de Greenwood a Washington en 1798 aconsejaba una limpieza más a fondo ya que: «el conjunto que me enviaste desde Filadelfia [...] era muy negro [...] El vino de Oporto al ser tomado quita todo el esmalte.»
El único juego completo existente de dentaduras postizas de Washington es propiedad de la Asociación de Damas de Mount Vernon, que posee y controla la propiedad de George Washington en el condado de Fairfax, Virginia. Hay otra dentadura completa, original, de la mandíbula inferior fechada en 1795 en el Museo Nacional de Odontología, Baltimore, Maryland.

## Dentistas
Al menos tres de los dentistas de Washington están identificados. Su diario menciona al «Doctor Watson», el dentista que sacó su primer diente. Su dentista personal y amigo fue Jean-Pierre Le Mayeur. John Greenwood de la ciudad de Nueva York hizo y mantuvo sus dentaduras postizas.